# هارفي غيلر
هارفي غيلر (بالإنجليزية: Harvey Geller)‏ هو كاتب أغاني وشاعر أمريكي، ولد في 29 يونيو 1922، وتوفي في 12 مارس 2009.

## وصلات خارجية
- هارفي غيلر على موقع ميوزك برينز (الإنجليزية)
- هارفي غيلر على موقع ديسكوغز (الإنجليزية)
- هارفي غيلر على موقع ديسكوغز (الإنجليزية)
- هارفي غيلر على موقع ديسكوغز (الإنجليزية)